# Madegalatha occidentalis
Madegalatha occidentalis là một loài bướm đêm trong họ Noctuidae.